# Solanum marginatum
Solanum marginatum là loài thực vật có hoa trong họ Cà. Loài này được L. f. miêu tả khoa học đầu tiên năm 1781.